# Bisdom Yoro
Het bisdom Yoro (Latijn: Dioecesis Yorensis) is een rooms-katholiek bisdom met als zetel Yoro, in Honduras. Het bisdom is suffragaan aan het aartsbisdom San Pedro Sula. 

## Geschiedenis
Het bisdom werd opgericht op 19 september 2005, uit delen van het aartsbisdom Tegucigalpa, en was suffragaan aan het aartsbisdom Tegucigalpa. Op 26 januari 2023 veranderde het van kerkprovincie en werd suffragaan aan het nieuw verheven aartsbisdom San Pedro Sula. 

## Parochies
Het bisdom had in 2022 een oppervlakte van 7.781 km2 en telde 671.000 inwoners waarvan 80,2% rooms-katholiek was.

## Bisschoppen
- Jean-Louis Giasson (19 september 2005 - 21 januari 2014)
- Héctor David García Osorio (3 juli 2014 - heden)